# Mouvement oculaire
Les mouvements oculaires sont les rotations que les globes oculaires effectuent autour de leurs centres, et qui modifient la direction du regard. Ces mouvements sont provoqués par les muscles oculaires, et font partie intégrante du système visuel.
Chez l'humain, leur étude à l'aide des techniques d'oculométrie trouve des applications en psychologie, en psycholinguistique, en neurologie ou en ergonomie.

Microsaccades de l'œil, de type Nystagmus.

On distingue plusieurs types de mouvements oculaires :
- les saccades, mouvements rapides permettant notamment d'explorer le champ visuel ;
- la dérive, mouvement lent et progressif ;
- les micro-saccades, mouvements de même nature que les saccades, mais de beaucoup plus faible amplitude et qui surviennent principalement lors de la fixation et de l'attention spatiale (on a récemment (2014) montré que l'attention et les mouvements oculaires ne sont pas toujours guidés par des stimuli externes ; certaines microsaccades peuvent donc aussi être un indicateur fiable des déplacements de l'attention ; ces microsaccades sont orientées vers les stimuli qui attirent l'attention et sont intrinsèquement liées à des changements d'attention ; même lorsqu'aucun stimulus externe ne les déclenche)[1] ;
- La micro-dérive, mouvement de même nature que la dérive, mais d'amplitude plus faible ;
- le microtremblement, mouvement d'oscillation rapide et de faible amplitude.

Ces cinq types de mouvements élémentaires se combinent pour permettre :
- La poursuite lisse, mouvement faisant essentiellement intervenir la dérive. Ces mouvements permettent de suivre un objet qui se déplace dans le champ visuel.
- Les fixations pendant lesquelles l'œil reste relativement immobile et le système visuel extrait des informations détaillées autour du point de fixation.
- Le réflexe oculo-vestibulaire, qui tend à compenser les mouvements de la tête pour maintenir le regard fixé sur son objectif.
- Le réflexe opto-cinétique qui tend à faire suivre au regard le parcours d'un objet en mouvement.

Lorsque l'ensemble du paysage bouge, comme au travers de la fenêtre d'un train, la poursuite lisse est régulièrement corrigée par une saccade ramenant l’œil à une position plus centrale. Ce mouvement, composé de séries de dérives continues du globe régulièrement corrigées par des saccades en sens inverse, s'appelle nystagmus. Chez certaines personnes, le nystagmus est pathologique et s'effectue au repos.
La perception d'une scène ou la lecture résultent d'une suite de fixations entrecoupées de saccades.
Font également partie des mouvements oculaires les mouvements de vergence. Ces mouvements au cours desquels les yeux se déplacent en sens inverse l'un de l'autre, peuvent être convergents ou divergents . Ils relèvent de la vision binoculaire. Avec l'accommodation (déformation du cristallin), ils contribuent à améliorer la perception d'objets situés à des distances différentes.

## Repérage de la position et des rotations des yeux

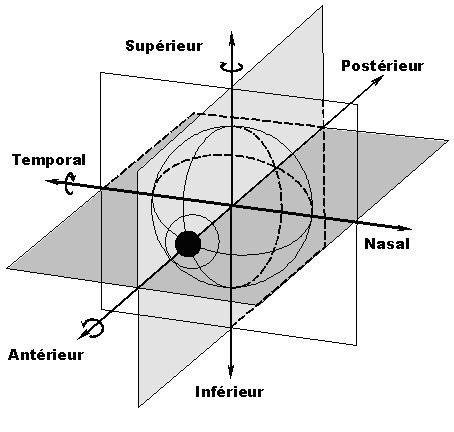
Position primaire fondamentale.

On repère la position de l'œil par la ligne de regard.
Cette ligne est susceptible de plusieurs définitions, lorsqu'on y regarde de près, mais les divers axes du regard que l'on peut définir diffèrent tous assez peu de l'axe passant par le centre de la pupille et le centre du globe oculaire.
Dans la position primaire fondamentale, lorsqu'on regarde « droit devant », les axes des yeux coïncident avec ceux du corps (voir schéma ci-contre).
Les mouvements oculaires sont désignés par les noms suivants :
- Élévation - Abaissement : rotation vers le haut - vers le bas.
- Abduction - Addution : rotation vers les tempes - vers le nez.
- Incycloduction - Excycloduction : pour les rotations autour de l'axe du regard, selon que la rotation se fait vers le nez ou vers les tempes. (On dit aussi cyclotorsion au lieu de cycloduction).

En tournant l'œil à partir de la direction fondamentale, on définit une position primaire. C'est celle d'où part le regard dans le mouvement considéré, et une position secondaire ou finale. Les axes déduits des axes antéro-postérieurs, nasotemporal et verticaux lors de la rotation qui amène le regard de la position primaire fondamentale à la position primaire du mouvement envisagé sont appelés axes de Fick, et servent à repérer les rotations.

## Nature des mouvements oculaires

### Mouvements des deux yeux
Lorsqu'on parle de mouvement oculaire, on distingue les mouvements effectués par un seul œil, dits mouvements de duction, qui ont été décrits au paragraphe précédent et les mouvements simultanés des deux yeux.
Les mouvements simultanés des deux yeux sont destinés à permettre la vision binoculaire. Les yeux peuvent se mouvoir soit de manière identique (on parle alors de versions ou de mouvement conjugué), soit de manière symétrique (on parle alors de mouvement de vergence).

### Mouvements volontaires et mouvements réflexes
Les modifications de la direction de notre regard sont pour la plupart involontaires.

#### Mouvements volontaires
Les modifications volontaires s'effectuent à l'aide de mouvements très spécifiques appelés saccades.

#### Mouvements involontaires
Pour ce qui est des mouvements réflexes, il convient de distinguer les grands mouvements (réflexes optocinétique et oculo-vestibulaire) des petits mouvements oculaires qui interviennent dans la fixation.

#### Grands mouvements
Il s'agit de mouvements relativement réguliers et lents, qui s'apparentent à une sorte de dérive progressive de la direction du regard.

##### Réflexe optocinétique
Il s'agit du réflexe qui pousse le regard à suivre un objet en mouvement. C'est un mouvement de dérive lente du regard dont la direction et la vitesse sont ajustées à l'objet à suivre.

##### Réflexe oculo-vestibulaire
Il s'agit d'un mouvement de dérive destiné à compenser les mouvements de la tête, pour maintenir fixe la direction du regard.

#### Petits mouvements: fixation
Lorsque nous nous efforçons de scruter un endroit précis de l'espace, nous fixons la direction de notre regard. Cependant, cet acte volontaire n'empêche pas les yeux d'effectuer des petits mouvements complexes, qui sont de trois types différents : micro-tremblement - microsaccades - dérive.

## Les lois gouvernant la direction du regard: Donders et Listing

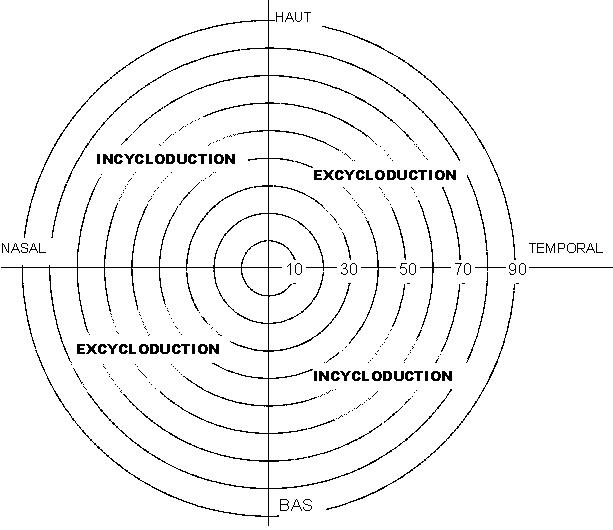
Si on s'imagine, partant de la direction primaire fondamentale, diriger son regard dans l'un des 4 quadrants schématisés, l'œil effectue non seulement les mouvements verticaux et horizontaux nécessaires, mais également des mouvements de cycloduction.

Ainsi qu'il résulte de la disposition des muscles oculomoteurs, il devrait être possible théoriquement de regarder dans une direction d'une infinité de manières, puisque la cyclotorsion ne modifie pas en principe l'image perçue par les yeux. Ce n'est pourtant pas ce que l'on observe en pratique.

L'angle de torsion est lié à la direction du regard. C'est la Loi de Donders.

De plus, lorsque le regard observe des objets situés à l'infini, la loi de Donders prend une forme particulièrement simple qu'on appelle Loi de Listing.